# Міжнародна виставка квітів «Flowers & HorTech Ukraine»
Flowers & HorTech Ukraine (з англ. Flowers — квіти, HorTech — акронім від horticultural technology  —  технології садівництва) — виставка квітів формату «бізнес для бізнесу». Повна назва — Міжнародна спеціалізована виставка по квітковому бізнесу, садівництву, ландшафтному дизайну і флористиці. 

## Історія
Підґрунтям проекту Flowers & HorTech Ukraine став Фестиваль квітів “Місто Мрії”, заснований у 2001 р. громадською організацією «Союз українських квіткарів» та виставковою компанією «Місто Мрії». У 2001-2005 роках Фестиваль “Місто Мрії” проходив двічі на рік в м. Києві, в «Українському домі». У 2006 році з метою укріплення міжнародного статусу українські організатори запрошують до співпраці міжнародну виставкову компанію BTO Exhibitions B.V. [Архівовано 3 вересня 2011 у Wayback Machine.] (Нідерланди). Разом вони створюють новий проект – щорічну виставку формату «бізнес для бізнесу», що дістає міжнародної назви Flowers & HorTech Ukraine. Новий формат зумовив зміну місця проведення заходу, починаючи з 2006 року Flowers & HorTech Ukraine [Архівовано 23 липня 2010 у Wayback Machine.] проходить в «Міжнародному виставковому центрі».

## Загальна інформація
Flowers & HorTech Ukraine проходить щорічно в квітні протягом трьох робочих днів. У 2009 році Flowers & HorTech Ukraine проходила 1-3 квітня. У виставці взяли участь 140 компаній, з них 90 іноземних з 15 країн світу. За три за три дні роботи виставку відвідало більше 10000 відвідувачів. Виставкова площа (брутто) склала 4250 кв.м. 

## Тематики виставки
- Квітковий бізнес і флористика: зрізані квіти, горшкові рослини, цибулини квіткових рослин, посадковий матеріал, упаковка для роздрібної торгівлі, обладнання для нанесення етикеток, товари для флористики, сухоцвіти.
- Технології вирощування: машини й устаткування, тепличні комплекси, системи зрошення і поливу, горщики, піддони, касети, субстрати та компости, насіння квітів і овочів, засоби захисту рослин, добрива.
- Розсадники і ландшафтний дизайн: садові рослини, кущі та дерева, бонсаї та сукуленти, товари для саду та озеленення, малі архітектурні форми.

## Flowers & HorTech Ukraine 2010
13-15 квітня 2010 року відбулася V Міжнародна спеціалізована виставка по квітковому бізнесу, садівництву, ландшафтному дизайну і флористиці Flowers & HorTech Ukraine 2010. У виставці взяли участь понад 140 компаній-учасниць із 15 країн світу. В роботі виставки вперше взяла участь Об’єднана Делегація з Нідерландів за підтримки Міністерства сільського господарства, природи та якості харчових продуктів цієї країни.
В урочистій церемонії відкриття, що відбулася 13 квітня 2010 р., взяли участь Надзвичайний та Повноважний Посол Королівства Нідерланди в Україні - пан Пітер Ян Волтерс, Економічний і Торговий Радник Посольства Франції в Україні - пан Бернар Петро, Радник із сільськогосподарських питань Посольства Німеччини в Україні - пан д-р. Фолкер Зассе, перший віце-президент Українського союзу промисловців і підприємців - пан С. Прохоров.
Виставка супроводжувалась насиченою діловою програмою. Протягом 3 днів відвідувачі виставки мала нагоду відвідати майстер-класи [Архівовано 7 жовтня 2016 у Wayback Machine.] флористичного дизайну, які проводилися голландськими дизайнерами: Пітером ван дер Слуйсом [Архівовано 20 квітня 2010 у Wayback Machine.] та Фредом Зюдхестом [Архівовано 28 березня 2010 у Wayback Machine.]. Демонстрації відбулися підтримці спонсорських компаній: Baardse BV [Архівовано 3 лютого 2011 у Wayback Machine.], Import BLUMEX Export BV, Fides BV [Архівовано 25 травня 2010 у Wayback Machine.], C. Van Starkenburg BV, Zurel BV.
13 і 14 квітня Міжнародний центр цибулинних квітів (IFBC) (Нідерланди) проводив семінари з сучасних технологій вигонки цибулинних квітів (тюльпанів, лілій тощо).
13-15 квітня відбувся семінар «Організація ефективного та екологічного виробництва в садівництві». Організатори: INDEGA [Архівовано 15 липня 2010 у Wayback Machine.], Асоціація виробників товарів і технологій для садівництва, українське видання - каталог «Садова індустрія України» та журнал «Нескучный сад [Архівовано 17 липня 2010 у Wayback Machine.]».
З підсумками Flowers & HorTech Ukraine 2010 можна ознайомитися на офіційному сайті виставки [Архівовано 12 травня 2009 у Wayback Machine.].

## Flowers & HorTech Ukraine 2011
Flowers & HorTech Ukraine 2011 [Архівовано 23 липня 2010 у Wayback Machine.] відбудеться 12-14 квітня 2011 року.